# Landbrug på Løgismose gods
|  | Denne artikel er oprettet af botten Steenthbot ud fra en ekstern database. Den kan derfor have sproglige fejl eller mangler. Denne skabelon kan fjernes efter kontrol af indholdet. |

Landbrug på Løgismose gods er en dansk dokumentarisk optagelse fra 1946.

## Handling
Gymnastikpædagog og leder af Ollerup Idrætshøjskole, Niels Bukh (1880-1950), købte i 1944 Løgismose gods. Optagelser af bedriften med arbejdet på de store marker, skoning af heste, men også skøjteløb ved vintertid, fastelavnsoptog til hest og solbadning i haven.